# Ispružač malog prsta
Ispružač malog prsta (lat. musculus extensor digiti minimi) mišić je stražnje strane 
podlaktice. Mišić inervira lat. nervus radialis.

## Polazište i hvatište
Mišić polazi zajedničkom glavom mišića ispružača, ide prema šaci (ide distalno) i završava na stražnjoj strani petog prsta, gdje se hvata na stražnju stranu proksimalnog članka.